# Dzierszyn
Dzierszyn – wieś sołecka w Polsce położona w województwie świętokrzyskim, w powiecie jędrzejowskim, w gminie Imielno.
W latach 1975–1998 miejscowość administracyjnie należała do województwa kieleckiego.

## Części miejscowości
| SIMC    | Nazwa     | Rodzaj  |
| ------- | --------- | ------- |
| 0239474 | Grupa     | kolonia |
| 0239480 | Kamieniec | kolonia |

## Historia
Nazwa wsi pochodzi od nazwy osobowej Dzierża, w źródłach historycznych Dzierszyn był notowany od roku 1410. 
Długosz nazywa wieś „Dzeschyn”, w XVI wieku pisany był także „Dzierzin,” zaś w spisie z roku 1827 użyto „Dzielszyn” –  wieś w powiecie jędrzejowskim, oddalony 10 wiorst od Jędrzejowa.
W połowie XV w. dziedzicem był Stanisław, herbu Róża. Łany kmiece oddawały dziesięcinę mansjonarzom w Imielnie (Długosz L.B. t.II, 67).

Spis miast, wsi, osad Królestwa Polskiego  z roku 1827 wykazał tu 13 domów, 111 mieszkańców.